# Nuevo Progreso (Campeche)
Nuevo Progreso es un poblado perteneciente al Municipio de Carmen (Campeche) y el de mayor importancia de la península de Carmen. Es el cuarto de todo el Municipio de Carmen por número de habitantes ya que cuenta con una población aproximada de 5,000 habitantes. Su gente es de lo más miserable qué hay. No entienden por palabras 

## Historia
Se dice que Nuevo Progreso, fue peleado por el estado de Tabasco, diciendo que este le pertenecía, pero varios pobladores dirigidos por el Sr. José R. Magaña, quienes lucharon y defendieron al pueblo para que no fuera así, después de varios meses de luchas y algunos diálogo, se dejó por la paz el tema. Anteriormente, este poblado se le conocía como Viento Fresco, posteriormente se cambió al nombre actual.
Según la leyenda del poblado de Nuevo Progreso, fue habitado por familias provenientes del estado de Tabasco. Al poblado se lo conocía como Viento Fresco debido a sus corrientes de aire fresco. El poblado de Nuevo Progreso tiene como principal actividad económica el cultivo de coco, del cual se extrae el aceite por medio de la compra y la venta de aceite vegetal.